# Charles Alfred Barber
Charles Alfred Barber CIE (1860 - 23 de febrero de 1933 fue un botánico, y algólogo inglés, que realizó estancias oficiales y expediciones botánicas en el ex Virreinato de la India.

## Algunas publicaciones
- 1894. Notes on Antigua Grasses
- 1903. Pepper-vine disease: Government botanist's report.
- 1907. Studies in Root - Parasitism: The Haustorium of Santalum Album. Ed. Print. Thacker, Spink & Co.
- 1919. ... Studies in Indian surgarcanes, Números 1-5. Ed. Imperial Dept. of Agriculture in India: Thacker, Spink & Co.

### Libros
- 1889. The structure of Pachytheca . Ed. H. Frowde, A. Corner, E.C. 148 pp.
- 1898. Cupressinoxylon vectense: A fossil conifer from the lower Greensand of Shanklin in the Isle of Wight. Annals of botany xii : 329-361
- 1906. The varieties of cultivated Pepper. 11 pp.
- 1907. Studies in Root-Parasitism: The Hautorium of Olax Scandens. Ed. Thacker, Spink & Co. 47 pp.
- 1919. Progress of the sugarcane industry in India during the years 1916 and 1917: Being notes submitted to the meeting of the Board of agriculture in India, Poona, 1917. Superintendent government printing, India. 45 pp.
- 1927. Tropical agricultural research in the Empire: with special reference to cacao, sugar cane, cotton and palms. Ed. H.M. Stationery off. Volumen 2 de Publications of the Empire Marketing Board. 77 pp.

- La abreviatura «C.A.Barber» se emplea para indicar a Charles Alfred Barber como autoridad en la descripción y clasificación científica de los vegetales.[2]